# Miguel Ángel Losada
Miguel Ángel Losada Rodríguez (Salamanca, 1947 - Santander 26 de febrero de 2024) fue un ingeniero civil español, catedrático de Ingeniería Civil de la Universidad de Granada. Premio Nacional de Ingeniería Civil en 2018. 

## Trayectoria
Ingeniero de Caminos, Canales y Puertos por la Universidad de Politécnica de Madrid. Doctor en 1976. Catedrático de Mecánica de Estructuras e Ingeniería Hidráulica en esa misma universidad. Pronto, en 1979, empezó a dirigir tesis doctorales y a promover la investigación y el doctorado. 
Catedrático en la Universidad de Cantabria, profesor de Puertos en la Politécnica de Barcelona, profesor visitante en Delaware y en la John Hopkins (ambas universidades de EEUU). Desde 1996, empezó a trabajar como Catedrático en la Universidad de Granada. Impulsó y coordinó varios programas de postgrado, entre ellos el Máster Interuniversitario en Hidráulica Ambiental y el Programa de Doctorado en Dinámica de los Flujos Biogeoquímicos y sus Aplicaciones. 
Director del Centro Andaluz de Medio Ambiente (CEAMA) en la misma universidad y del Grupo de Dinámica de Flujos Ambientales de la Universidad de Granada (GDFA). También fue impulsor de la creación del Instituto Interuniversitario de Investigación del Sistema Tierra de Andalucía (IISTA), en el que colaboran las Universidades de Granada, Córdoba y Jaén.
En total, dirigió 35 tesis doctorales a lo largo de su carrera. Fue creador de la serie documental de 13 episodios (denominada “Las Riberas del Mar Océano”) que transmitió TVE, con respaldo del Ministerio de Medio Ambiente.
Falleció el 26 de febrero de 2024, a los 76 años de edad.

## Distinciones
- Doctor honoris causa por la Universidad de Córdoba (UCO) en 2019.

- Premio Nacional de Ingeniería Civil, del Ministerio de Fomento en 2018.

- Reconocimiento a su contribución al Derecho Ambiental del Grupo SEJ-459 en las III Jornadas Internacionales sobre Riesgos Naturales, Sociedad y Derecho en 2017.

- Premio Fundación Nueva Cultura del Agua Andalucía en 2017.

- Premio del Consejo Social de la Universidad de Granada a la trayectoria del Instituto Interuniversitario del Sistema Tierra en Andalucía en 2015.

- Emeritus Diplomate of the Academy of Coastal, Ocean, Port & Navigation Engineers (ACOPNE), American Society of Civil Engineers, EE.UU, en 2014.

- Miembro de Honor Colegio de Ambientólogos de Andalucía (COAMBA) en 2013.

- Premio Universidad de Granada a la Divulgación Científica a "Las Riberas del Mar Océano" en 2012.

- Delegado español en la Asamblea General Anual PIANC en 2012.

- Miembro de la Comisión de Participación en la Ordenación y Gestión del Litoral (Junta de Andalucía).

- International Coastal Engineering Award a su trayectoria profesional (American Society of Civil Engineers, EE. UU.) en 2011.

- Premio Aguas de Mayo de Ecologistas en Acción, en 2010.

- Premio a la trayectoria profesional en las X Jornadas Españolas de Costas y Puertos de 2009.

- Premio de Consejo Social de la Universidad de Granada a la trayectoria del Grupo de Dinámica de Flujos Ambientales en 2009.

- Premio Andalucía de Investigación Antonio de Ulloa en el Área de Ingeniería y Arquitectura. Junta de Andalucía (Junta de Andalucía) en 2008.

- Ingreso en la Real Academia de Ingeniería (Medalla no XLIII) en 2000.

- Medalla de Honor del Colegio de Ingenieros de Caminos, Canales y Puertos en 1990.

- Cultural Heritge Award Europa Nostra: Oyambre Espacio Natural en 1990.

- Premio Periodístico sobre temas de urbanismo. Ministerio de Obras Públicas, Instituto del Territorio y Urbanismo, en 1987.